# Tichon (Bobov)
Tichon (světským jménem: Viktor Dmitrijevič Bobov; * 12. září 1954, Pervouralsk) je ruský duchovní a biskup išimský a aromaševský.

## Život
Narodil se 12. září 1954 v Pervouralsku.
Po střední škole v Tobolsku začal pracovat jako strojní zámečník ve vesnici Sumkino v Ťumeňské oblasti. V listopadu 1972 se rohld přijmout křest v Pokrovském katedrálním chrámu v Tobolsku.
Od roku 1973 studoval na Tobolské zootechnické škole a pokračoval ve studiu na Moskevské veterinární akademii. Po studiu pracoval jako odborný pracovník Institutu veterinární entomologie a arachnologie. Zabýval se také včelařstvím.
Dne 25. srpna 1992 byl v Pokrovském chrámu Tobolska postřižen biskupem Dimitrijem (Kapalinem) na monacha s mnišským jménem Tichon na počest svatého Tichona Zadonského. O tři dny později byl rukopoložen na jerodiákona a 7. ledna dalšího roku na jeromonacha. Po vysvěcení začal přednášet na Tobolském duchovním semináři, který také absolvoval.
Od roku 1995 sloužil jako představený monastýru Svaté Trojice v Ťumeni a 21. února 1996 byl jmenován řádným představeným. Dne 31. března 1996 byl povýšen na igumena. Působil též jako blagočinný Ťumeňského okruhu.
Dne 18. listopadu 1999 se stal rektorem Ťumeňského duchovního učiliště a roku 2003 byl povýšen na archimandritu.
Dne 2. října 2013 jej Svatý synod zvolil biskupem išimským a aromaševským a 29. října byl oficiálně jmenován biskupem. Biskupská chirotonie proběhla 3. listopadu v chrámu Krista Spasitele v Moskvě. Hlavním světitelem byl patriarcha moskevský a celé Rusi Kirill.